# Karl Wendlinger
Karl Wendlinger,  avstrijski dirkač formule 1, * 20. december 1968, Kufstein, Avstrija. 
Karl Wendlinger je Debitiral v Formuli 1 v sezoni 1991, ko na zadnjih dveh dirkah sezone ni osvojil točk. To mu je uspelo v naslednji sezoni 1992, ko je na Veliki nagradi Kanade zasedel četrto mesto, kar je njegova najboljša uvrstitev kariere, ki jo je izenačil še na Veliki nagradi Italije v sezoni 1993 in Veliki nagradi San Marina v sezoni 1994, v sezoni v kateri je na prostem treningu pred Veliko nagrado Monaka doživel hudo nesrečo in bil več tednov v komi. Vrnil se je v prihodnji sezoni 1995, kjer pa je dirkal le na prvih štirih in zadnjih dveh dirkah, po koncu sezone pa se je upokojil.

## Popolni rezultati Formule 1
(legenda) (odebeljene dirke pomenijo najboljši štartni položaj, poševne pa najhitrejši krog, †-uvrščen kljub odstopu)
| Leto | Moštvo               | Šasija             | Motor             | 1       | 2       | 3       | 4       | 5       | 6       | 7       | 8       | 9       | 10      | 11      | 12      | 13      | 14      | 15      | 16      | 17      | Prv | Toč |
| ---- | -------------------- | ------------------ | ----------------- | ------- | ------- | ------- | ------- | ------- | ------- | ------- | ------- | ------- | ------- | ------- | ------- | ------- | ------- | ------- | ------- | ------- | --- | --- |
| 1991 | Leyton House Racing  | Leyton House CG911 | Ilmor V10         | ZDA     | BRA     | SMR     | MON     | KAN     | MEH     | FRA     | VB      | NEM     | MAD     | BEL     | ITA     | POR     | ŠPA     | JAP Ret | AVS 20  |         | -   | 0   |
| 1992 | March F1             | March CG911        | Ilmor V10         | JAR Ret | MEH Ret | BRA Ret | ŠPA 8   | SMR 12  | MON Ret | KAN 4   | FRA Ret | VB Ret  | NEM 16  | MAD Ret | BEL 11  | ITA 10  | POR Ret | JAP     | AVS     |         | 12. | 3   |
| 1993 | Sauber               | Sauber C12         | Ilmor V10         | JAR Ret | BRA Ret | EU Ret  | SMR Ret | ŠPA Ret | MON 13  | KAN 6   | FRA Ret | VB Ret  | NEM 9   | MAD 6   | BEL Ret | ITA 4   | POR 5   | JAP Ret | AVS 15  |         | 12. | 7   |
| 1994 | Sauber Mercedes      | Sauber C13         | Mercedes-Benz V10 | BRA 6   | PAC Ret | SMR 4   | MON DNQ | ŠPA Inj | KAN Inj | FRA Inj | VB Inj  | NEM Inj | MAD Inj | BEL Inj | ITA Inj | POR Inj | EU Inj  | JAP Inj | AVS Inj |         | 19. | 4   |
| 1995 | Red Bull Sauber Ford | Sauber C14         | Ford V8           | BRA Ret | ARG Ret | SMR Ret | ŠPA 13  | MON     | KAN     | FRA     | VB      | NEM     | MAD     | BEL     | ITA     | POR     | EU      | PAC     | JAP 10  | AVS Ret | -   | 0   |